# Rafael ben Jekutiel Süsskind Kohen

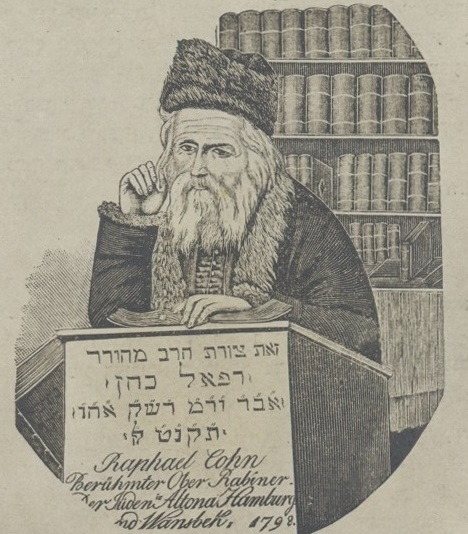
Rafael ben Jekutiel Süsskind Kohen

Rafael ben Jekutiel Süsskind Kohen, auch Rafael ben Jekutiel Süsskind Cohen, Raphael Cohen (geboren am 4. November 1722 in Druja an der Düna, Großfürstentum Litauen; gestorben am 11. November 1803 in Altona/Elbe, Herzogtum Holstein) war ein Rabbiner.

## Leben und Wirken
Rafael ben Jekutiel Süsskind Kohen war der Sohn des livländischen Landesrabbiners Jekutiel-Süßkind Cohen und der Bunia. Im Jahre 1734 ging er zur Jeschiwa des Lion Asser (Aryeh Löb ben Asher) genannt Ša’agath ’Aryeh in Minsk. 1736 kam er zurück in seine Heimatstadt. Dort arbeitete er als Geschäftsmann und Privatgelehrter. In dieser Zeit heiratete er seine Frau Tamar (gestorben 1808).
Im Jahre 1742 übernahm er die Leitung der Jeschiwa in Minsk. In den Folgejahren wurde er zum Rabbiner mehrerer jüdischer Gemeinden erwählt: Neben dem Rabinnat in Rakov 1744 war er von 1747 bis 1757 Rabbiner in Wilkomir. Ab 1745 oder 1757 war er Oberrabbiner in Minsk sowie in Pinsk und Smolewitschi. Ab 1771 oder 1772 war er Rabbiner in Posen. 1771 besuchte er Berlin und veröffentlichte dort die Schrift Torat Yetukiel. Die dortige Gemeinde bot ihm eine Stelle als Rabbiner an, die Kohen jedoch aus unbekannten Gründen nicht annahm.
1776 ging er nach Hamburg, wo er Oberrabbiner der sogenannten Dreigemeinde, bestehend aus den Städten Hamburg, Altona und Wandsbek und Schleswig-Holstein wurde. Kohen folgte hier auf Jonathan Eybeschütz.
Kohen, der der deutschen Sprache nicht mächtig war, war überregional hoch angesehen und versuchte, eine Assimilierung der jüdischen Gemeinde an die zeitgenössische Kultur zu verhindern. Er ahnte, dass die von Moses Mendelssohn publizierte Übersetzung der Bibel eine Reform des Judentums unterstützen könnte, und versuchte daher, die Verbreitung der Schrift zu unterbinden. Es gelang ihm jedoch nicht, die religiösen Gesetze im Alltagsleben der jüdischen Gemeinde vorrangig zu etablieren. Grund hierfür war vermutlich die dänische Regierung, die die Anwendung religiöser Gesetze einschränkte.
1799 trat Kohen von allen Ämtern zurück. Er plante, nach Jerusalem auszuwandern, was jedoch wegen der in Napoleonischen Kriege nicht gelang.
Kohen war verheiratet mit Tamar (gestorben 1808), nach einigen Quellen bereits als Kind, nach anderen Quellen heirateten sie mit 18 Jahren. Die Grabsteine der Eheleute befinden sich auf dem Jüdischen Friedhof Königstraße in Altona.
Ihre Tochter heiratete den Öttinger Landesrabbiner.

## Publikationen
- Photomechanische Nachdrucke seiner Werke als Gesamtausgabe: Brooklyn 1966-1970:
  - Band I: Marpe ’Lāšōn (Altona 1790) und die Homilien, 1966.
  - Band II: Responsen, 1969.
  - Band III: Responsen, 1970.